# Абоньи, Геза
Геза Абоньи (венг. Géza Abonyi; 23 октября 1894, Будапешт, Австро-Венгрия — 23 июня 1949, Будапешт, Венгрия) — венгерский актёр театра и кино, педагог.

## Биография
Обучался с 1912 по 1915 год в Будапештской Академии театрального искусства. В 1915 году дебютировал на сцене столичного венгерского театра «Мадьяр синхаз» (Magyar Színház).
Участник Первой мировой войны.
После демобилизации выступал в кабаре в Будапеште.
С 1918 года до конца жизни работал в Национальном театре в Будапеште.

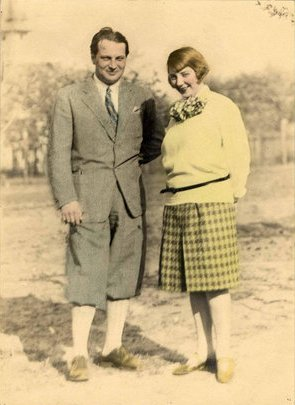
Геза Абоньи, около 1930 г.

Вёл педагогическую работу. С 1935 года преподавал сценическое искусство в Музыкальной академии Ференца Листа, с 1941 года. — в Академии театрального искусства.
С 1921 года снимался в кино, в том числе немом. Особенно выделялся в сентиментальных и драматических ролях.

## Избранные роли
- Мортимер («Мария Стюарт» Ф. Шиллера,
- Банк («Банк-бан» И. Катоны),
- Адам («Трагедия человека» Мадача),
- Ромео, Лоренцо, Шут («Ромео и Джульетта», «Король Лир» Шекспира),
- Тиресий («Царь Эдип» Софокла),
- Кристиан («Сирано де Бержерак» Э. Ростана),
- Фёдор («Живой труп» Л. Толстого),
- Дюваль («Дама с камелиями» Дюма-сына).

## Избранная фильмография
- A megbűvöltek (1921)
- Fehér galambok fekete városban (1923)
- Rákóczi nótája (1943)
- Késő (1943)
- Sziámi macska (1943)
- Idegen utakon (1944)